# Alex Brocca
Alejandro Iván Gutiérrez Brocca (Callao, 18 de junio de 1968-29 de septiembre de 2004), conocido popularmente como Alex Brocca, fue un actor, bailarín, cantante y escritor peruano.

## Biografía
Alejandro Iván Gutiérrez Brocca nació el 18 de junio de 1968 en la provincia del Callao dentro de una familia aprista.
Estudio actuación en el Instituto de Bellas Artes de Lima, y también en la Escuela Nacional Superior de Arte Dramático (ENSAD). Así mismo, siendo parte de numerosas obras de teatro para niños y adultos.
Trabajó en programas de televisión de espectáculo durante los años 90 como bailarín. Su carrera lo llevó a compartir escenario con destacadas figuras como Coco Marusix y Naamin Timoyco en programas de televisión. Mantuvo una relación sentimental con Ernesto Pimentel durante 10 años, a quien lo conoció cuando era compañero de una obra teatral infantil.
Publicó en el año 1999 Canto de dolor, no repitan la canción: la historia de Alex Brocca, un texto testimonial que relata el autodescubrimiento de su orientación sexual, la violencia y el mundo del espectáculo en el Perú de la década de 1990. En dicho libro, Brocca comentaría sobre sus intimidades, su relación con Pimentel, y revelaría que su pareja era homosexual y tendría el virus VIH.
Además de la publicación del libro, Brocca se dedicó a la música cristiana. Su álbum de boleros se relanzó póstumamente.

### Fallecimiento
Falleció en el hospital San José del Callao el 29 de septiembre de 2004 debido a una complicación respiratoria a causa de una bronconeumonía.
Alex Brocca recibió los santos óleos y pidió ser cremado y que sus restos descansen con su madre.

## Discografía
- Canto de dolor: Tomar para olvidar
- Imposible amor

## Publicaciones

### Canto de dolor, no repitan la canción: la historia de Alex Brocca(1999)
Canto de dolor es un libro autobiográfico del bailarín publicado en el año 1999. Incluye relatos anecdóticos sobre presuntas figuras del espectáculo, cuyos nombres se han ficcionalizado. Se propuso adaptarlo al cine.
Al respecto, Miguel Ángel Vallejo Sameshina menciona que «(es una) autobiografía(...), donde tanto el autor real como el implícito y el narrador son los protagonistas. (Presenta) inefables errores de edición, ortográficos, etc., la construcción de imágenes heroicas y sufridas de su(...) autor(...) real(...), y la necesidad de llamar la atención presentando los hechos como reales y escabrosos». Este análisis formal resalta el proceso de construcción del discurso testimonial del autor quien usa la precariedad de su vida para formar un héroe dramático.
En cambio, Angelica Quispe rescata la naturaleza del texto como: «La incursión en la escritura creativa de Brocca se desconoce por la poca información que se tiene de los medios de comunicación y del circuito editorial (...) (E)ste libro es un mapa de la cultura popular de los años noventa y de la fragilidad cotidiana que viven las personas de identidades disidentes, todo visto por el actor de teatro». El valor del testimonio es la de rastrear los procesos de autodescubrimiento y las de marginación en el ámbito del espectáculo.

#### Controversia sobre su versión de los hechos
Inicialmente, debido a acusaciones de difamación planteadas por Ernesto Pimentel, el libro Canto de dolor de Alex Brocca enfrentó dificultades de ventas y fue retirado de las librerías. El periodista Beto Ortiz disputó la veracidad de la historia, afirmando que fue creada con fines sensacionalistas y que la identidad de Brocca era ficticia. No obstante, posteriormente, se hizo pública una copia del manuscrito a través del programa de espectáculos Amor y fuego de Willax Televisión.
Su publicación tuvo un impacto considerable tras el estreno de la película Chabuca en 2024, convirtiéndose en una referencia narrativa sobre los acontecimientos descritos. El actor Sergio Armasgo, protagonista del filme, reconoció su amplia difusión en la plataforma TikTok. Sin embargo, a diferencia de Canto de dolor, la película adoptó un enfoque distintivo, retratando una presunta relación tóxica y abusiva entre Brocca y su pareja. Estas representaciones provocaron críticas del público y declaraciones de las hermanas del difunto en Amor y fuego, quienes defendieron su reputación y acusaron a Pimentel de «difamador y manipulador». Gisela Valcárcel, figura destacada de América Televisión y cercana al artista, declaró que parte de la programación había optado por abstenerse de cubrir los eventos descritos en el libro.
En paralelo al estreno de Chabuca, Ernesto Pimentel anunció la publicación de un libro homónimo, mientras que las hermanas de Brocca anunciaron una reedición de Canto de dolor, cuyas ganancias se destinarían a organizaciones contra el VIH/sida.